# Sur la trace d'Igor Rizzi
Sur la trace d'Igor Rizzi es una película del 2006 dirigida por Noël Mitrani. Es protagonizada por Laurent Lucas y Isabelle Blais. Es un film que ha tenido un asombroso éxito crítico internacional y ha sido saludado como uno de los mejores films independientes del 2006 (Mejor ópera prima canadiense en el Festival de Toronto 2006).

## Sinopsis
Un exfutbolista francés que en el pasado gozara de la admiración y popularidad del público de su país se encuentra en Montreal deambulando por sus calles nevadas mientras va pateando su pelota roja en los helados días del mes de enero; en sus caminatas trata de recobrar el espíritu de la chica canadiense recientemente fallecida, a la que tanto amó aunque no fue capaz de transmitirle sus verdaderos sentimientos. Desolado por el dolor que lo embarga y sin dinero por haberlo perdido en inversiones equivocadas, acompañado de un socio inepto se dedica a delitos de menor cuantía para subsistir. Para solucionar su problema económico acepta un trabajo de asesino a sueldo cuya víctima es un cierto Igor Rizzi.

## Elenco
- Laurent Lucas como Jean-Marc Thomas.
- Isabelle Blais como Mélanie.
- Emmanuel Bilodeau como McCoy.
- Pierre-Luc Brillant como Michel.

## Producción
El rodaje comenzó en febrero de 2006, en Montreal, Canadá.